# Nicastro
Nicastro (IPA: [niˈkastro]) è una delle circoscrizioni comunali della città di Lamezia Terme. È stato un comune autonomo sino al 1968, anno dell'unificazione con Sambiase e Sant'Eufemia Lamezia per la nascita del nuovo comune, del quale è il quartiere più popoloso (49 325 abitanti nel 2008). Nel territorio dell'ex comune sono presenti la curia vescovile della diocesi di Lamezia Terme, l'ospedale, il tribunale e vari uffici amministrativi.

## Geografia
Nicastro è il centro abitativo principale della città di Lamezia Terme. Si trova nella zona nord della Piana di Sant'Eufemia e vi passano i torrenti Canne e Piazza.
I terreni intorno all'area sono occupati da piantagioni di uliveti e dall'area industriale lametina. Nicastro è classificato nella Classificazione Sismica Italiana con il livello 1: sismicità alta (Classificato come città di Lamezia Terme)

## Storia

### Medioevo
Convenzionalmente, la nascita di Nicastro è fatta risalire al dominio bizantino, entro il IX secolo. L'archeologo francese François Lenormant afferma: "già esisteva nell'VIII secolo". Nel 1057, i Normanni conquistarono Nicastro sotto la guida di Roberto il Guiscardo, che stava marciando verso Reggio Calabria per conquistarla. Dopo la sconfitta del Guiscardo a Reggio, la guerra tra lui e suo fratello minore Ruggero e la successiva carestia, Nicastro fu teatro di una delle rivolte dei calabresi contro i conquistatori normanni nel 1059: i nicastresi assediarono il castello uccidendo i soldati normanni lasciati di guardia. Le rivolte furono successivamente sedate e dopo il Concordato di Melfi, nel 1059, proseguì la latinizzazione del rito religioso in tutta la Calabria. Nicastro fu latinizzata nel 1094 grazie all'elezione di un vescovo normanno. Sempre al dominio normanno risale la fondazione della Cattedrale di Nicastro nel 1100 da parte della nipote del Guiscardo: la contessa Eremburga (o Amburga).
Dopo l'unificazione degli svevi e dei normanni, con il matrimonio tra Enrico VI di Svevia e Costanza d'Altavilla, Nicastro, come tutta l'Italia meridionale, passa a Federico II di Svevia. L'imperatore apprezzava molto la zona di caccia nel Bosco di Carrà, oggi parte della città di Lamezia Terme, e fu lui a ristrutturare il castello di Nicastro, conosciuto oggi come il Castello Normanno-Svevo, che nel 1239 divenne una delle sedi del Tesoro di Stato. Nello stesso castello, Federico II fece rinchiudere suo figlio Enrico dopo che questi aveva congiurato contro il padre per ben due volte. Enrico morì nella fortezza dopo due anni di prigionia.
Dopo la caduta degli svevi, Nicastro viene conquistata dagli Angioini, sotto Carlo I d'Angiò. In questo periodo la città perse parte del suo splendore e si diffuse il brigantaggio da parte dei francesi. La conseguenza delle incursioni e dei saccheggi fu l'emigrazione di molti calabresi e nicastresi in Sicilia e Puglia. Nel 1444 si insediarono in Calabria gli Albanesi, che furono ben accolti dagli Aragonesi. Gli albanesi si insediarono in molte parti della Calabria e vicino a Nicastro fondarono Zangarona che diverrà parte del comune di Nicastro e dopo il 1968 del comune di Lamezia Terme

### Dal '500 all'Unità d'Italia
Durante la seconda metà del '500 Tommaso Campanella si formò per tre anni nel Convento dell'Annunziata di Nicastro. Nel '600 la città fu scossa da molte calamità naturali che provocarono danni alla cattedrale e al castello, per culminare con il grande terremoto del 27 marzo 1638 che ebbe come epicentro proprio la città. Questa fu rasa al suolo e un quinto della popolazione rimase uccisa. Successivamente vi fu l'alluvione del torrente Piazza nel 1638.
La città, come tutta la Calabria, passò in mano agli austriaci durante la Guerra di successione spagnola, iniziata con la morte di Carlo II di Spagna e finita con i trattati di Utrecht che diedero ufficialmente la Calabria agli Asburgo.
Dopo la guerra di successione polacca, il Regno delle Due Sicilie, di cui faceva parte anche la Calabria, passò in mano ai Borboni e così anche Nicastro. Anche il '700 è un secolo scandito da catastrofi naturali. Il 10 dicembre del 1782 si verificò una alluvione del Torrente Piazza che spazzò via interi quartieri. Il disastro successivo si verificò dopo pochi mesi, nel 1783 con due serie di scosse: una tra il 5 e il 7 febbraio e una seconda il 28 marzo. Queste colpirono la Calabria Ulteriore e la Sicilia; Nicastro fu uno dei centri abitati con il minor numero di vittime ma ebbe molti danni agli edifici. Questi ulteriori terremoti nel periodo dell'Illuminismo fecero della Calabria, prima ignorata, una destinazione di molti geologi e sismologi che vennero a studiarne i fenomeni.
Fino al XVIII secolo, a Nicastro e nei suoi dintorni la sericoltura era un'attività molto diffusa e prosperosa, tanto che ogni anno si producevano cinquemila libbre di seta greggia.
Secondo la testimonianza dello storico illuminista Giuseppe Maria Galanti, alla fine del XVIII secolo, Nicastro era ancora un attivo centro serico in cui si praticava la coltivazione dei gelsi per l'allevamento dei bachi da seta, tuttavia la produzione era in declino.
Nel 1806 la Calabria fu invasa dai francesi e come molti altri comuni, anche Nicastro fu vittima di saccheggi da parte degli invasori. Gli inglesi, alleati dei Borboni, spinsero la popolazione ad insorgere contro le truppe francesi. La sorte di Nicastro, che era un punto strategico e capoluogo del suo distretto, fu decisa nella battaglia di Maida che vide vittoriosi gli inglesi ma non totalmente poiché i francesi erano ancora presenti in Calabria. Dopo la battaglia i briganti calabresi continuarono a lottare contro i francesi anche all'esterno della piana. La piana di Sant'Eufemia fu devastata sia dal brigantaggio, sia dal tentativo delle truppe francesi di contrastarlo. Intere famiglie furono spazzate via e anche solo un sospetto di simpatia verso il nemico scatenava uccisioni di militari e civili. Calamità successive come il terremoto del 1832, nuove carestie e alluvioni dei torrenti portarono alla istituzione di un Monte Frumentario per il sostentamento della popolazione.
La fine dell'800 fu un momento di grandi opere tra cui la costruzione delle due stazioni ferroviarie di Nicastro e Sant'Eufemia, il rimboschimento nei pressi del Torrente Piazza per contrastare le alluvioni e la costruzione dell'acquedotto.

### Dal '900 fino a Lamezia Terme
Nel XIX secolo, una forte stagione di emigrazione, come risposta a una forte crisi, fece del nicastrese il primo comprensorio della provincia di Catanzaro per numero di immigrati verso il Nord Italia. Un'altra forte ondata di emigrazione si ebbe a Nicastro dopo il secondo dopoguerra, quando fallirono sia i moti contadini, sia le occupazioni delle terre. Il 4 gennaio 1968 Nicastro si unì ai comuni di Sambiase e Sant'Eufemia Lamezia per costituire il comune di Lamezia Terme.

## Monumenti e luoghi d'interesse

### Architetture religiose

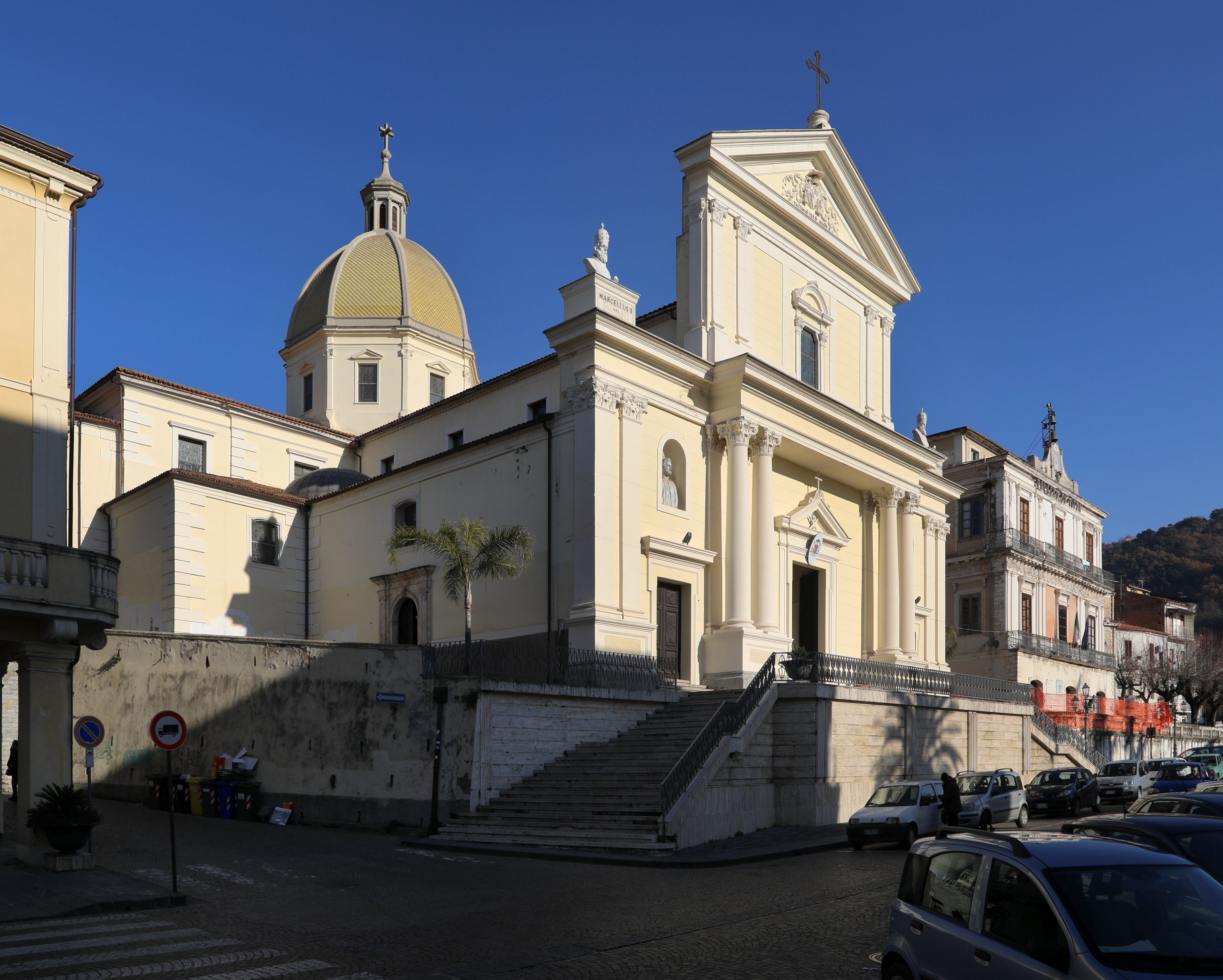
La cattedrale dei Santi Pietro e Paolo

Nel territorio nicastrese sono presenti molti edifici sacri, la maggior parte molto antichi. Le chiese di Nicastro e frazioni sono:
- Chiesa Cattedrale dei Santi Pietro e Paolo

La cattedrale fu fondata dalla contessa Eremburga intorno al 1100, in stile normanno, più volte danneggiata dai terremoti, andò completamente distrutta col terremoto del 1638, fu ricostruita ancora più grande, in stile barocco, dal vescovo Giovan Tommaso Perrone, con ampliamento dell'edificio, portato a termine nel 1642. All'interno si possono ammirare una pala d'altare nella Cappella del SS. Sacramento rappresentante la cena del Signore ed eseguita dal pittore Francesco Colelli nel 1762 oltre ad una croce processionale del XVIII secolo e a dei busti dorati dei Santi Pietro e Paolo.
- Santuario di Sant'Antonio di Padova

La chiesa officiata dai minori cappuccini, ha annesso il convento, costruito dopo il terremoto del 1638. Inizialmente ad una sola navata, conserva all'interno, sopra l'altare maggiore una grande tela con la Madonna degli Angeli, San Francesco d'Assisi e Innocenzo III. La chiesa è denominata Santa Maria degli Angeli, in seguito vi fu costruita una navata progettata come cappella, dedicata a Sant'Antonio che, con il regio diploma emesso da Carlo III di Borbone nel 1739, diventava a tutti gli effetti il Santo patrono di Nicastro. Di notevole valore è il quadro di Sant'Antonio datato 1664, opera del pittore Giacomo Stefanone. Nella navata dedicata a Sant'Antonio vi è un dipinto di Andrea Cefaly raffigurante l'Immacolata.
- Santuario della Madonna del Soccorso

La devozione alla Madonna del Soccorso trae origine da un'antica lauda popolare che parla del ritrovamento, in contrada Magolà, di un quadro della Madonna lasciato dai francesi in epoca assai remota, e collocato in un'icona. La chiesa fu costruita nel 1740, all'interno vi è una bella statua lignea della Madonna con un manganello in mano che ha in braccio il Bambino Gesù, e, tenendo legato il demonio, protegge una bimba che si aggrappa alla sua veste.
- Santuario della Madonna della Spina

La tradizione vuole che un contadino, andando nel bosco a fare legna, ebbe la visione di una "donna bellissima" che lo invitò a troncare lo spineto che si conserva ancora appoggiato al muro della chiesa della Spina. Eseguito l'ordine, l'uomo vide comparire un dipinto parietale che raffigurava una Madonna con Bambino. Avendo fatto quanto richiesto, la signora gli fece dono di una moneta d'oro con la quale per più settimane provvide alle necessità della famiglia. In seguito all'evento miracoloso in quel sito si costruì una chiesetta, intitolata a Santa Maria, detta la Bella.
- Chiesa di Santa Maria Maggiore (detta di San Francesco)

L'antico monastero dei Frati minori riformati dedicato a San Francesco d'Assisi fu fondato nel 1240. Distrutto dal terremoto del 1638 venne poi ricostruito per volere dei Principi d'Aquino. La chiesa è a due navate, con la Cappella del Santissimo nella navata laterale. Il soffitto è a volte a botte. L'asse della volta è arricchito da due affreschi riferiti ad episodi della vita di San Francesco. L'abside è sormontato da una cupola a tutto sesto. Il prospetto dell'altare maggiore, reca al centro un tempietto e quattro colonne corinzie che delineano cinque nicchie occupate lateralmente dalle statue di due angeli, dalla statua di Santa Chiara e Santa Rosa che fanno corona alla statua della Madonna Assunta o Madonna degli Angeli al centro. Nel punto più alto dell'altare maggiore è collocato lo stemma dell'Ordine Francescano, sormontato da una croce. Oltre alla chiesa parrocchiale vi è una cappella dedicata a San Nicola, nel rione Calia. Nel mese di maggio avvengono i festeggiamenti in onore di Santa Rita da Cascia.
- Chiesa di San Domenico

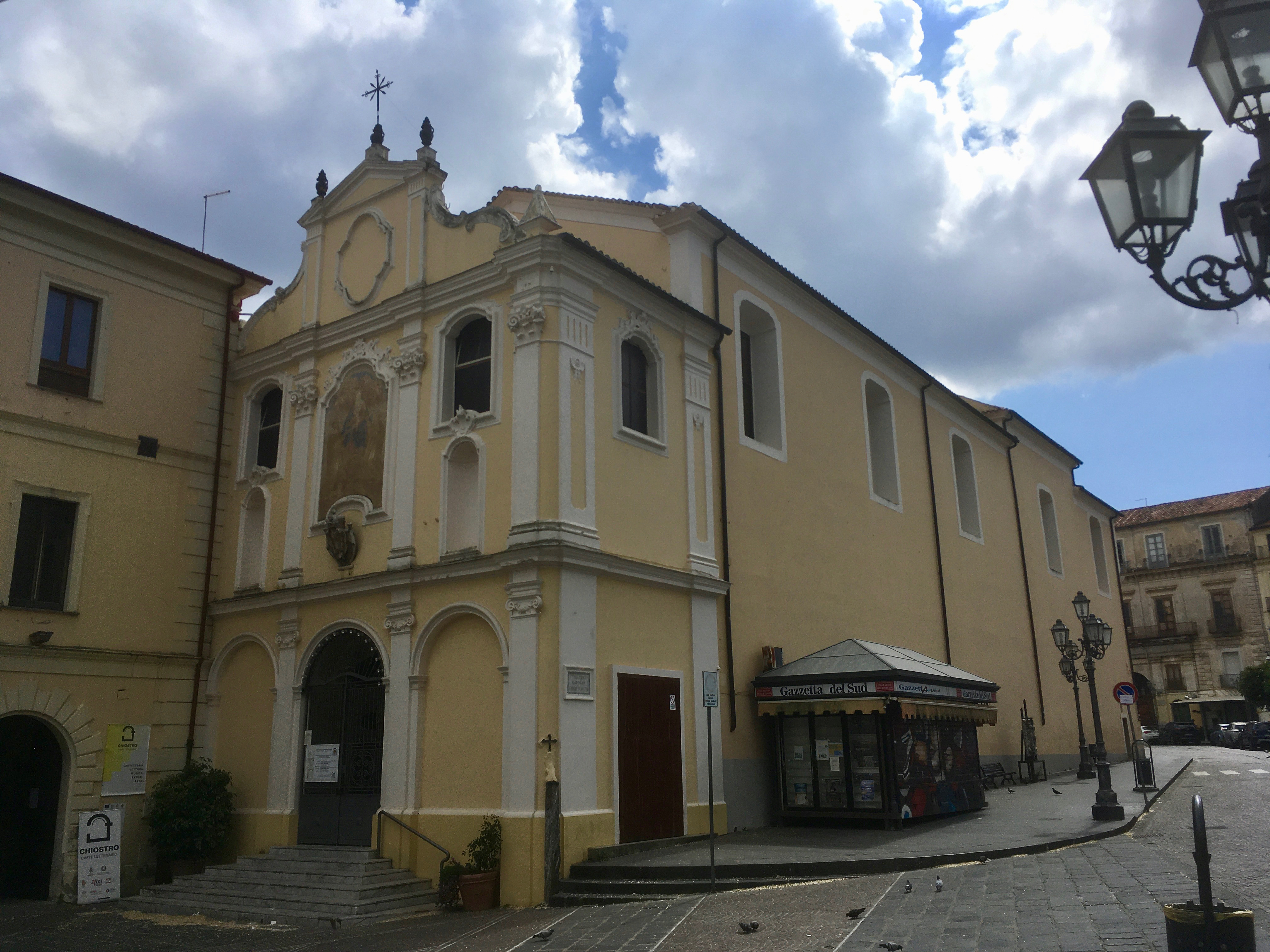
Chiesa di San Domenico

Conserva numerosi affreschi ed il quadro di San Domenico, che ha una cornice barocca ad intaglio dorata del 1647. Vi è inoltre un ostensorio in argento fuso e sbalzato, databile alla prima metà dell'Ottocento. Di notevole pregio è l'organo del Settecento, in legno con decorazione dorata. Di pregevole fattura, tra la prima e la seconda arcata, si può ammirare la Grotta della Madonna di Lourdes mentre di fronte vi è un altarino dedicato al SS. Ecce Homo.
- Chiesa della Veterana

Nella parte più antica della città sorge anche la chiesa della Veterana, situata in alto nel rione San Teodoro, guardando il castello sul lato destro della collina. La gente ricorda un’antica leggenda legata a questa chiesa: una figlia di Federico II, mentre stava dimorando nel castello, vide in sogno la Madonna delle Grazie, che le espresse il desiderio di avere edificata una chiesa sul colle di fronte alla rocca. Nel castello esisteva già una cappella dedicata a San Nicola di Casalenuovo, non molto grande. Per i bisogni del popolo cresciuto intorno al castello questa non era più sufficiente, per cui si costruì questo edificio più grande anche per seppellire i defunti. In origine la chiesa fu intitolata alla Madonna delle Grazie, ma è conosciuta come chiesa della Veterana, ovvero antica, vetusta; il nome indica la sua antichità e la sua presenza addirittura anteriore alla costruzione della chiesa parrocchiale di San Teodoro. Anche questa chiesa, crollata come tutte le altre, durante il terremoto del 1638, fu ricostruita in fretta con scarso materiale e deboli fondazioni. Non ci volle molto che le mura iniziarono a lesionarsi, poiché poggiavano su roccia scivolosa. Nel 1961 la chiesa fu dichiarata pericolante e nel 1963 si trovo una somma per ricostruire la chiesa e i locali annessi. Dell’antica chiesa sono rimasti solamente il muro sinistro e la facciata. Insieme alla chiesa andò distrutto completamente l’antico romitorio, nel quale avevano dimorato i padri cappuccini dal 1541 al 1545, fino a quando si trasferirono nel loro convento. Nella Veterana esisteva anche la confraternita della Madonna delle Grazie, che dotò la chiesa di un altare barocco e di dipinti di pregio. È detta "delle Cucchiarelle" perché al suo interno si custodiscono le «cucchiarelle», singolari reliquie costituite da spezzoni metallici a forma di cucchiai e infilati ad uno spago. Essi sono i frammenti del supporto di latta su cui fu incollata, quando iniziò a logorarsi, una pergamena concessa nel 1542 da papa Paolo III alla chiesetta, nella quale, nel giorno di Pasqua, i fedeli s’assicuravano particolari indulgenze baciandola. Quando la pergamena si consumò del tutto a forza di baci, i fedeli continuarono a recarsi nella chiesa con devozione e a toccare e battere le «cucchiarelle», convinti di acquistare comunque le indulgenze. Per questo motivo la chiesetta è chiamata anche Madonna delle Cucchiarelle e tuttora gli abitanti del quartiere usano fare visita all'antico luogo di culto nel giorno di Pasqua.
- Chiesa di San Teodoro Martire

Non si conosce la data di fondazione, anche se è attestata nei documenti a partire dal 1511. Presenta un orologio del 1840, collocato sul campanile, che sembra sia l'unico di questo tipo ancora funzionante. Al suo interno si può apprezzare un organo del 1600 e l'altare maggiore costruito in stile barocco datato 1861.
- Chiesa di Santa Caterina

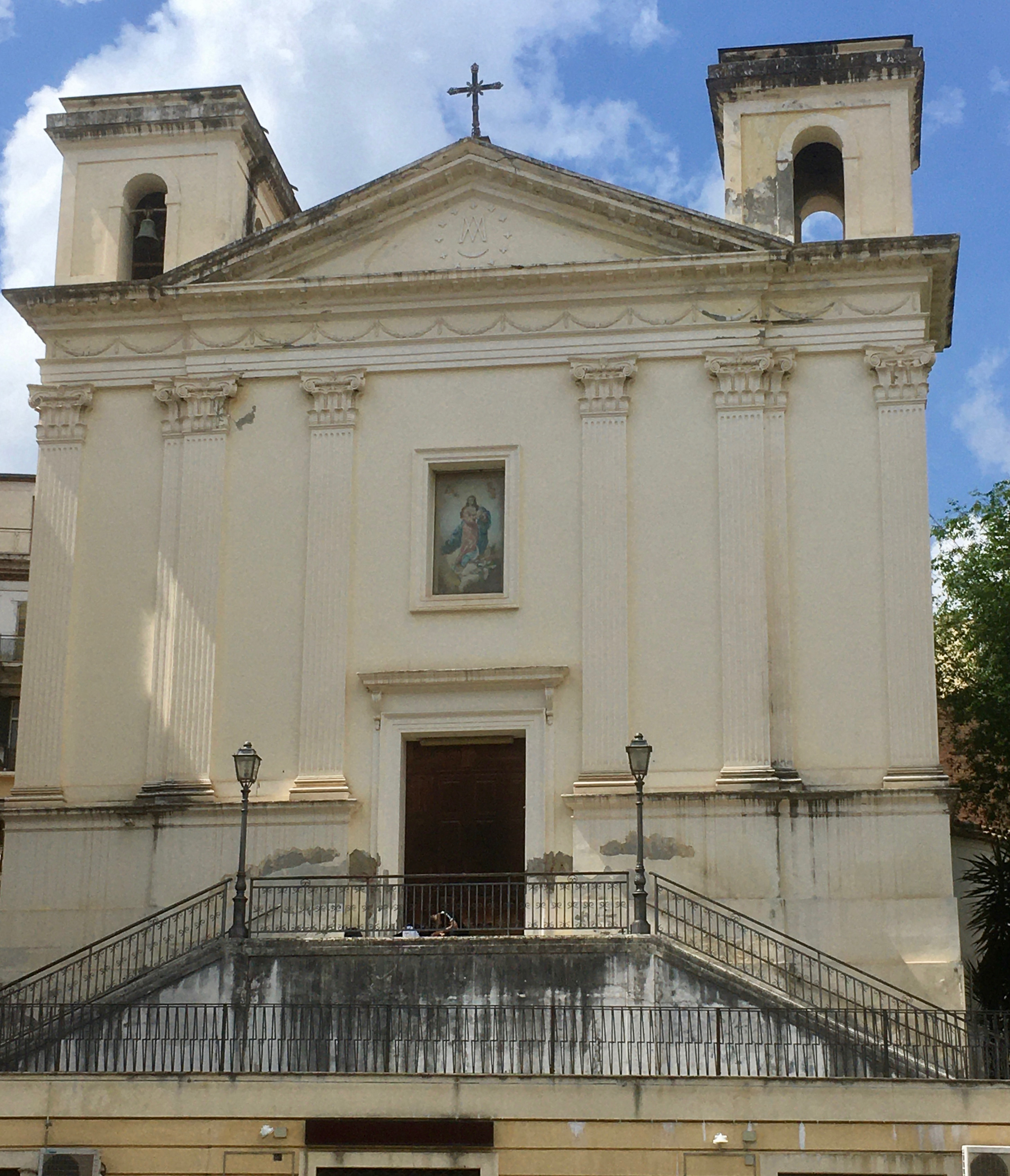
Chiesa di Santa Caterina

Ignota è la data di fondazione della chiesa, e l'attuale morfologia è il risultato di più interventi edilizi succedutisi nei secoli. Da un originario impianto a navata unica con innesto di un vano presbiteriale quadrato, si è passati ad una forma più articolata con l'aggiunzione di due cappelle laterali absidate, edificate probabilmente alla fine del XVI secolo. Nel 1638 fu gravemente danneggiata dal terremoto. Venne riconfigurata verso la metà del '700 con la costituzione della volta e della cupola interna, con l'elaborazione di un ricco parato a stucchi completato con dipinti di Francesco Colelli. Nei primi dell'800 fu ristrutturata la facciata secondo un linguaggio neoclassico sobrio e composto per il quale fu necessario costruire il campanile destro per riequilibrare il volume di quello presbiteriale posto al cantonale sinistro. Nell'edificio si insediò, probabilmente nel XVII secolo, la Confraternita dell'Immacolata, in quel tempo titolata alla concezione della Beata Vergine Maria, della quale documentazione più antica risale al 1665. Questo sodalizio ebbe riconoscimento giuridico nel 1761 per decreto di Ferdinando IV, ed un aggiornamento statutario fu redatto nel 1904 quando riprese piena attività dopo una lunga interruzione. La congregazione è ancora operante ed in particolare detiene la gestione del sacro edificio mantenendo viva la tradizione delle antiche feste in onore di Santa Caterina, di San Giuseppe e della Madonna Immacolata. Alcune delle opere significative sono: la Presentazione di Gesù al Tempio, l'Immacolata Concezione e la Presentazione della Vergine al Tempio, tutti e tre dipinti sulla volta e creati da Colelli. Poi abbiamo i Quattro Evangelisti sui pennacchi della cupola. In ambito statuario, troviamo le antiche statue di Santa Caterina d'Alessandria (XIX sec.) nella cappella laterale sinistra, dell'Immacolata Concezione (XIX sec.) sull'altare maggiore in marmo policromo del '900, di San Giuseppe (XIX sec.) nella cappella laterale destra, mentre di notevole importanza lo è anche la statua della Vergine Maria che schiaccia il serpente del '600, situata nella sagrestia.  Il Coro ligneo è ottocentesco.
- Chiesa della Beata Vergine del Rosario

La chiesa parrocchiale, in pietra viva e cemento, è stata costruita negli anni 1967/68 su progetto dell'architetto Luigi Canalini di Napoli e realizzata dall'impresa Luzzo Giuseppe di Nicastro. Ha la forma di una grande tenda. Benedetta il 28/09/1968, quando era ancora al rustico, fu ufficialmente inaugurata, dopo i lavori di completamento e di rifinitura, il 18/03/1971. È stato costruito, inoltre, negli spazi adiacenti, un notevole centro pastorale. I registri parrocchiali partono dal 1955, anno in cui fu costituita la parrocchia della Beata Vergine del Rosario nella chiesa di San Domenico, che nel 1968 fu trasferita nell'attuale chiesa con il titolo omonimo. All'interno vi sono: un gruppo statuario con la Madonna del Rosario, 14 sculture rappresentanti le stazioni della Via Crucis, due acquasantiere e le recenti 20 vetrate artistiche con i misteri del Santo Rosario, intervallate da 16 vetrate geometriche.
- Chiesa di San Giuseppe Artigiano

La chiesa dedicata a San Giuseppe Artigiano, voluta da Mons. Vincenzo Rimedio, è ampia, luminosa ed accogliente. Nell'abside (opera del pittore lametino Maurizio Carnevali) è rappresentata la gloria del santo, le vetrate colorate raccontano la storia biblica di Giuseppe. È stata consacrata il 1º maggio 1998 e affidata alla Congregazione dei Salesiani di Don Bosco che si sono insediati il 13 settembre dello stesso anno.
- Chiesa di Santa Maria delle Grazie

La chiesa arcipretale di Santa Maria delle Grazie (in lingua arbëresh Klisha Kryepriftërore Shumbëria e Graxjevet), nella frazione Zangarona, fu fondata nel XV secolo da profughi albanesi. Secondo gli storici lametini, gli insediamenti degli albanesi nel territorio della diocesi incominciarono negli anni '40 del secolo XV (1440). Inizialmente, gli albanesi eressero la loro chiesa parrocchiale intitolandola a San Nicola, nel rito greco-bizantino che durò sino a tutto il secolo. Nel 1601, quando gli abitanti passarono dal rito greco a quello latino, la frazione fu elevata a parrocchia da mons. Montorio. Nel 1616 fu edificata l'attuale chiesa, con il contributo di ogni paesano. La nuova chiesa era molto più grande di quella di San Nicola, perché oltre all'altare maggiore ve ne erano altri quattro. L'altare maggiore fu costruito con marmo nero trovato in una cava vicino a Zangarona. Il campanile della chiesa era molto più alto di quello attuale, finiva a punta e vi erano 4 campane. Con il terremoto del 1638 cadde la punta del campanile con l'orologio e la campana più grande. Attualmente il campanile è uguale al tetto della chiesa, ha base quadrata ed è a forma di torre con una balaustra sui lati. Circa vent'anni fa fu rifatta la pavimentazione interna della chiesa e durante i lavori è stata rinvenuta una lapide in marmo bianco di dimensioni 80x60 cm, con fogliame e volute, avente un'iscrizione che riporta il nome di Francesco Ciliberti datata 1782. All'interno, di storico è rimasto ben poco. Pregiatissima è la statua in marmo di Carrara raffigurante la Madonna delle Grazie, risalente al 1614, scolpita probabilmente a Catania, facente parte della scuola di Antonello Gagini, situata ora in una nicchia nel presbiterio.
- Chiesa di San Giuseppe

La chiesa è situata nella frazione Fronti. Non si hanno notizie certe sull'origine della chiesa, ma la sua costruzione si fa risalire alla fine del XVIII secolo. Ad avvalorare questa ipotesi è il ritrovamento di una lapide in marmo, rinvenuta durante dei lavori di rifacimento del pavimento, la quale riporta la data 1782. Gli storici identificano questo data come anno di fine costruzione. Aggregata inizialmente alla parrocchia di Zangarona, dedicata alla Madonna delle Grazie, passò successivamente sotto la giurisdizione della parrocchia di Accaria nei primi anni del 1800, per poi essere annessa di nuovo a quella originale, cioè di Zangarona, nel 1940 da Mons. Giambro.
Inoltre sono presenti altre chiese, sparse tra centro e periferie.

### Architetture civili

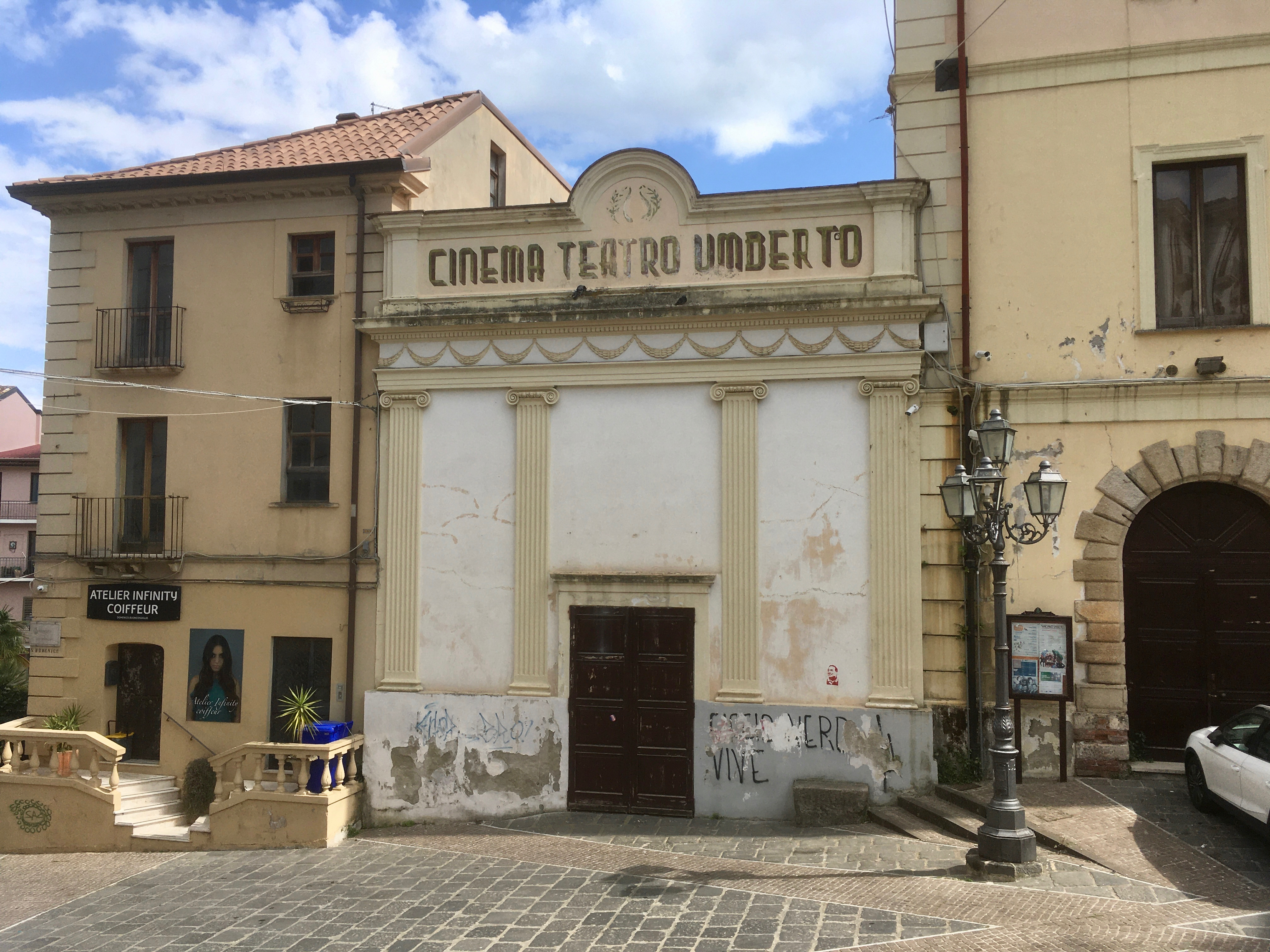
Teatro Umberto

- Complesso monumentale di San Domenico;
- Palazzo Blasco;
- Palazzo D'Ippolito;
- Palazzo Niccoli;
- Palazzo Nicotera (Monachelle);
- Palazzo Nicotera (Severisio);
- Palazzo Panariti;
- Palazzo Statti;
- Palazzo della curia vescovile;
- Palazzo del seminario vescovile;
- Teatro Grandinetti;
- Teatro Umberto.

### Architetture militari

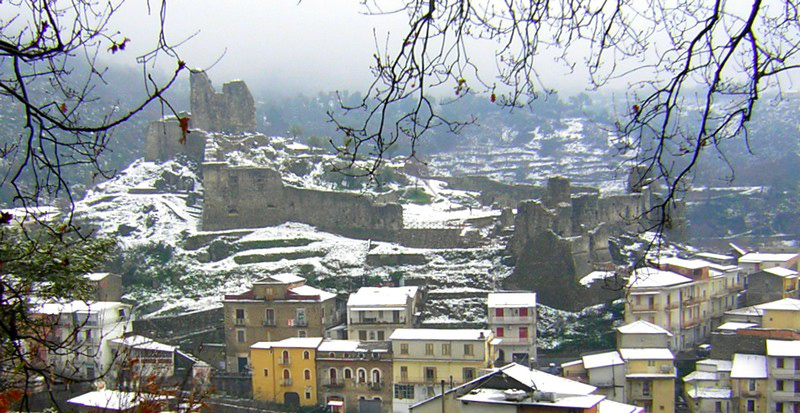
Ruderi del castello normanno-svevo

Castello normanno-svevo di Nicastro
Il castello fu fatto costruire verso la metà dell'XI secolo dai Normanni per difendere la piana di Sant'Eufemia dagli eventuali incursori. Successivamente fu fatto ampliare da Federico II, all'interno vi furono costruite anche delle caserme che poi vennero adibite a carcere. Fu fortemente danneggiato dal terremoto del 1638.
Porta di Sant'Antonio
Secondo alcune testimonianze questa rappresentava la porta d'ingresso dell'ex comune di Nicastro. In parte distrutta, rimangono visibili solo i due grandi pilastri a pianta quadrata.

### Altro
- Corso Numistrano;
- Corso Giovanni Nicotera;
- Piazza della Repubblica;

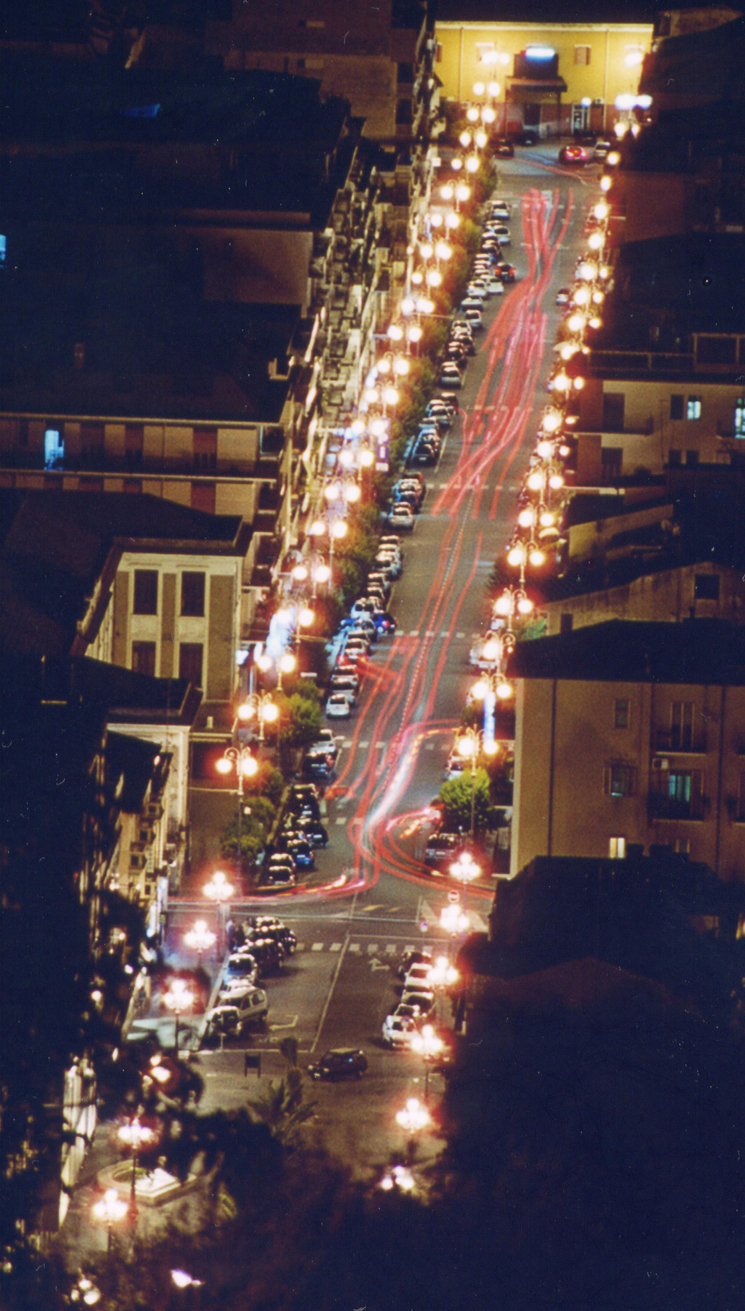
Notturno di corso Giovanni Nicotera

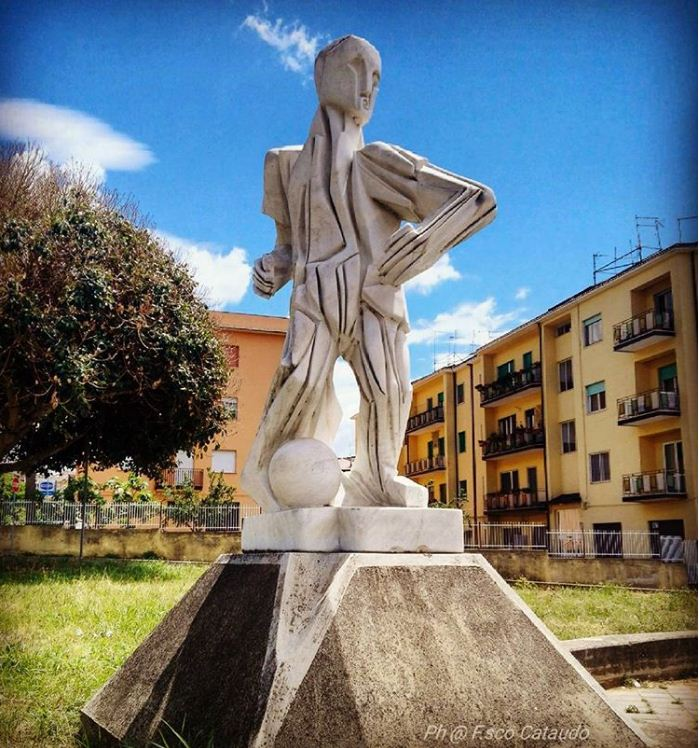
Scultura marmorea dinanzi allo stadio

- Piazza Giuseppe Mazzini (già piazza d'Armi);
- Piazza Mercato Nuovo;
- Piazza Mercato Vecchio;
- Piazza Pietro Ardito;
- Piazza Roma, nel quartiere Bella;
- Piazza Santa Maria delle Grazie, nella frazione di Zangarona;
- Piazza Santa Maria Maggiore;
- Piazza San Giovanni;
- Piazzetta San Domenico;
- Statua del Sen. Arturo Perugini;
- Statua di Federico II;
- Via Sen. Arturo Perugini;
- Via del Progresso;
- Via Guglielmo Marconi;
- Via Giuseppe Garibaldi;
- Via XX Settembre;
- Villetta comunale di corso Numistrano;
- Giardino "Adelchi Argada";
- Obelisco della Madonnina in piazza Pietro Ardito;
- Monumento ai caduti in guerra di Nicastro su corso Numistrano;
- Busto del Sen. Arturo Perugini in piazza della Repubblica;
- Scultura marmorea raffigurante un calciatore con pallone, dell'artista Pablo Atchugarry, dinanzi allo stadio Guido D'Ippolito;
- Statua di Federico II di Svevia in via Garibaldi;
- Statua della sirena Ligea su corso Numistrano;
- Fontana a zampillo nella villetta comunale di corso Numistrano;
- Fontana a zampillo in piazza Mazzini;
- Ponte Niola nel rione San Teodoro sottostante al castello normanno-svevo.

### Aree naturali
- Parco "25 aprile";

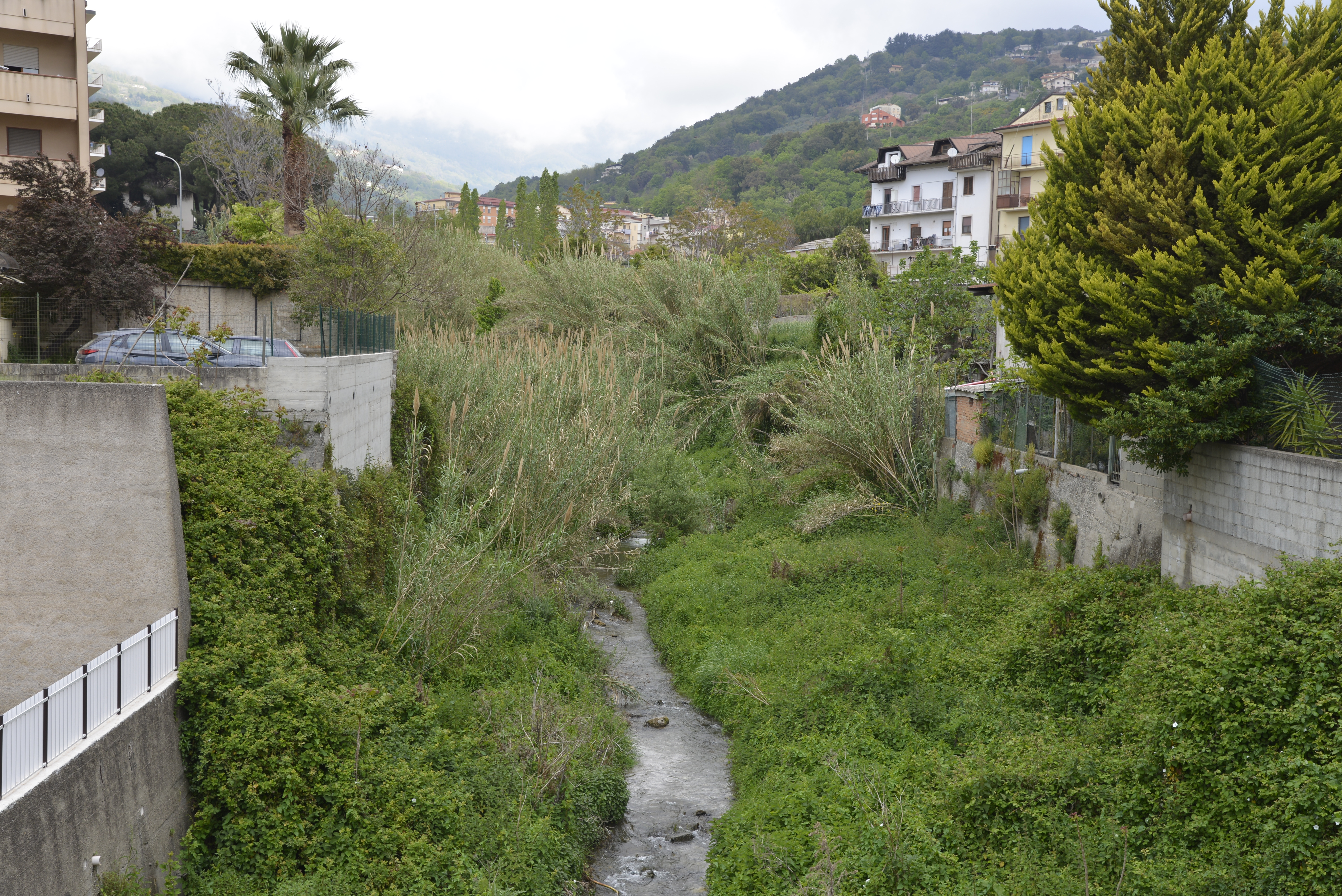
Parco fluviale "Felice Mastroianni"

- Parco e Giardino Botanico "Comuni": il giardino botanico, realizzato a partire dal 1972, comprende una varietà di piante che supera le mille specie. È in atto un progetto con lo scopo di recuperare un'area di particolare valenza ambientale e renderla fruibile anche attraverso la creazione di strutture utili a educare i cittadini al rispetto della natura;
- Parco "Peppino Impastato";
- Parco Fluviale "Felice Mastroianni";
- Parco urbano "Madonna del Soccorso".

## Società

### Tradizioni e folclore
Feste in onore dei Santi

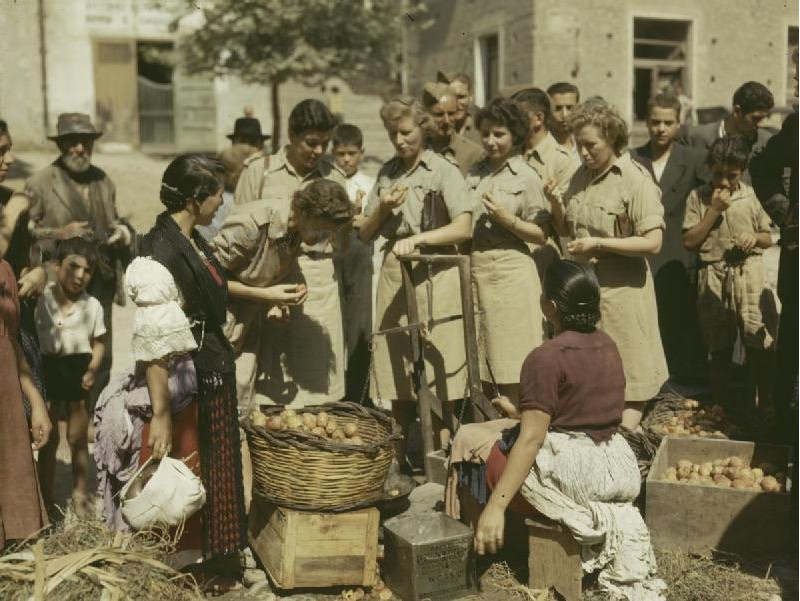
Nicastro, 22 settembre 1943: infermiere dell'esercito britannico, al seguito dell'Ottava Armata, acquistano fichi d'India in Piazza del Mercato Vecchio. Le contadine sono vestite con il tradizionale abito denominato "pacchiana".

- Seconda domenica di marzo: festa votiva in onore di Sant'Antonio da Padova, per ricordarne la protezione sulla città durante il disastroso terremoto del 27 marzo 1638;
- 19 marzo: festa in onore di san Giuseppe nella frazione Zangarona;
- Venerdì Santo: processione del Cristo morto e della Madonna Addolorata, che parte dall'antica chiesa di San Teodoro situata nel centro storico, fino alla cattedrale, dove si celebra la Via Crucis;
- Domenica di Pasqua: festa delle "Cucchiarelle", nella chiesa della Veterana;
- 1º maggio: festa in onore di San Giuseppe Artigiano, a Nicastro e nella frazione Fronti;
- Seconda domenica di maggio: festa in onore di San Francesco di Paola, antico protettore del rione San Teodoro;
- 22 maggio: festa in onore di Santa Rita da Cascia, nella chiesa di Santa Maria Maggiore;
- 31 maggio: festa della Madonna della Spina nel quartiere Bella;
- 12, 13, 14 giugno: festa in onore di Sant'Antonio da Padova, patrono dell'ex comune di Nicastro, ora protettore di Lamezia Terme;
- 27, 28, 29 giugno: festa in onore dei Santi Pietro e Paolo, patroni della città;
- 2 luglio: festa in onore della Madonna delle Grazie nella frazione Zangarona e nel rione Timpone;
- Seconda domenica di luglio: festa della Madonna del Carmine nella frazione Fronti;
- Terza domenica di luglio: festa in onore della Madonna del Soccorso, in contrada Magolà;
- 8 settembre: festa in onore di Maria Santissima Madre di Dio, nel quartiere Bella;
- Ultima domenica di settembre: festa in onore della Madonna Addolorata, nella chiesa della Pietà;
- 29 settembre: festa in onore di San Raffaele, nel quartiere Scinà;
- Prima domenica di ottobre: festa in onore della Madonna del Rosario nella chiesa di San Domenico, antica compatrona di Nicastro;
- 7 ottobre: festa in onore della Madonna del Rosario nell'omonima parrocchia in piazza della Repubblica;
- 13 dicembre: festa di Santa Lucia nell'omonima chiesa.

Fiere
- Fiera di Sant'Antonio, dal 12 al 14 giugno;
- Fiera dei Santi Pietro e Paolo, dal 27 al 29 giugno.

### Istituzioni, enti e associazioni
- Agenzia delle entrate - Ufficio Territoriale Lamezia Terme;
- Agenzia Regionale Diritto allo Studio (A.R.DI.S.) - Sede di Lamezia Terme;
- Archivio di Stato - Sezione di Lamezia Terme;
- Casa di cura "Villa Michelino";
- Coldiretti Calabria - Ufficio Periferico di Lamezia Terme;
- Cooperativa Sociale "Malgrado Tutto";
- Croce Rossa Italiana;
- Curia vescovile della diocesi di Lamezia Terme;
- Curia provinciale dei Frati Minori Cappuccini della Calabria;
- Giudice di Pace;
- Istituto nazionale previdenza sociale (I.N.P.S.) - Agenzia Complessa Lamezia Terme;
- Ospedale civile "Giovanni Paolo II";
- Procura della Repubblica;
- Tribunale di Lamezia Terme.

## Cultura

### Biblioteche
Biblioteca comunale di Lamezia Terme
La biblioteca comunale fu fondata nel 1897 inglobando i fondi librari dei conventi dei Domenicani e dei Cappuccini che aggiunti a titoli moderni e ad una sezione interamente dedicata alla Calabria e alla stessa città, raggiunge attualmente i 25.000 volumi; fa parte della biblioteca la Casa del Libro Antico che conserva e valorizza oltre 2.500 libri stampati dall'inizio del XVI secolo nei vari centri italiani (Venezia, Roma, Napoli) ed europei (Lione, Anversa, Parigi) ove fiorì l'arte tipografica, alcune opere manoscritte dello stesso periodo e frammenti di codici manoscritti greci (probabile datazione XI secolo) e latini (databili XIV-XV secolo) recuperati quali maculature, insieme a una serie di testimonianze archivistiche. La collezione libraria e documentaria raccolta, comprende opere di teologia, filosofia, patrologia, storia ecclesiastica ed esegesi, insieme a raccolte omiletiche, agiografiche, canoniche e bullari, ed è costituita soprattutto da fondi librari provenienti dai conventi dei Cappuccini e dei Domenicani di Nicastro e in piccola parte dalla biblioteca dei Frati Minimi di Sambiase. Importante è poi la presenza di alcuni testi più antichi sui quali si trovano annotazioni a margine apposte di proprio pugno di Tommaso Campanella. Inoltre tra il materiale conservato si trovano esemplari stampati dai celebri torchi di Manuzio, Giunta, Gioito, Froben e Platin.

### Musei
Museo archeologico lametino
Il museo archeologico accoglie numerosi reperti rinvenuti in diversi siti della piana lametina attraverso i quali è possibile seguire le dinamiche storiche del territorio dal paleolitico fino all'età tardo-medioevale, suddivise in tre sezioni che rappresentano la preistoria, l'ètà classica e il medioevo. Nella sezione preistorica, sono esposti reperti del paleolitico calabrese (consistente il nucleo di strumenti provenienti da Casella di Maida, 700.000-500.000 anni fa) e del Neolitico lametino (Casella di Maida, Acconia, Palazzo). La sezione classica offre al visitatore l'opportunità di ammirare i materiali recuperati presso il villaggio di Sant'Eufemia Vetere ed ascrivibili all'abitato di Terina della seconda metà del IV secolo a.C. Tra i reperti spicca la cosiddetta hydria di Cerzeto (380-370 a.C.), un grande vaso a figure rosse con scena di gineceo. La sezione medievale raccoglie il frutto degli scavi effettuati negli anni novanta nel castello normanno-svevo di Nicastro.
Museo diocesano d'arte sacra
Il museo diocesano con i suoi reperti contribuisce a documentare le vicende della diocesi di Lamezia Terme. Il più antico oggetto conservato nel museo è un cofanetto in avorio dipinto del XII secolo di bottega arabo-sicula. Vanno segnalati poi, tra quelli più significativi dal punto di vista storico artistico, i bracci reliquiari di San Giovanni Battista e di Santo Stefano protomartire, collegati alla storia secolare dell'ordine dei Cavalieri di Malta e del baliaggio di Sant'Eufemia, databili nel XV secolo e di provenienza mediorientale. Altri oggetti preziosi sono: uno scrigno seicentesco in madreperla, il bacolo vescovile del 1655 del vescovo Perrone e due croci astili del '700. Inoltre vengono conservati nel museo, la scultura quattrocentesca della Madonna delle Grazie di Domenico Gagini, le statue lignee dell'Annunciazione, il busto di San Martino del XVI secolo, il grande dipinto su tavola della Madonna tra San Luca e Santo Stefano (detto Pala della Veterana), la tela di San Francesco d'Assisi attribuita a Mattia Preti e quella dell'Assunta della scuola del Maratta. Assai significativi sono i dipinti del pittore Francesco Colelli, che abbracciano un arco di 20 anni dal 1762 al 1782.

## Curiosità
- La proteina Nicastrina, anche conosciuta come NCSTN, deriva il suo nome dal quartiere Nicastro, riflettendo il fatto che il morbo di Alzheimer fu descritto nel 1963 dopo aver studiato i discendenti di una estesa famiglia originaria di Nicastro che fu affetta largamente dal morbo. Alla Casa del Libro Antico sono infatti conservati cinque fascicoli contenenti certificati di nascita, matrimonio e morte appartenuti alla più antica parrocchia di Lamezia Terme, quella di San Teodoro, situata nel centro storico di quello che era una volta il comune di Nicastro, che si sono rivelati d'importanza fondamentale negli studi sul morbo di Alzheimer come strumento di ricerca e studio delle famiglie e dei loro discendenti colpiti da questa malattia;
- La città di Nicastro è stata la prima città calabrese a produrre industrialmente la gassosa al caffè, tipica bevanda della regione, nel 1941 sotto il nome di Bibicaffè.[9]